# Mottisfont Abbey

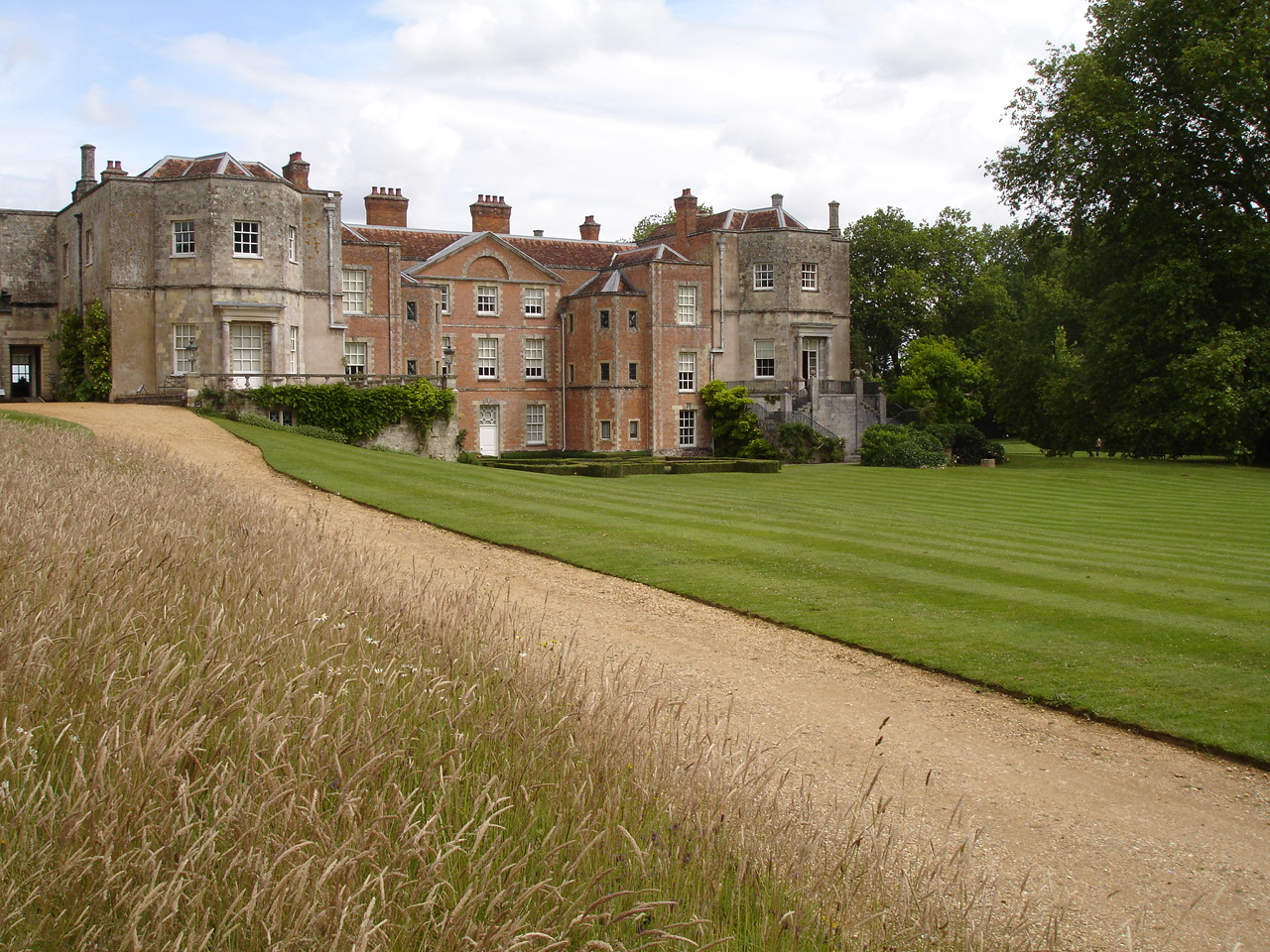

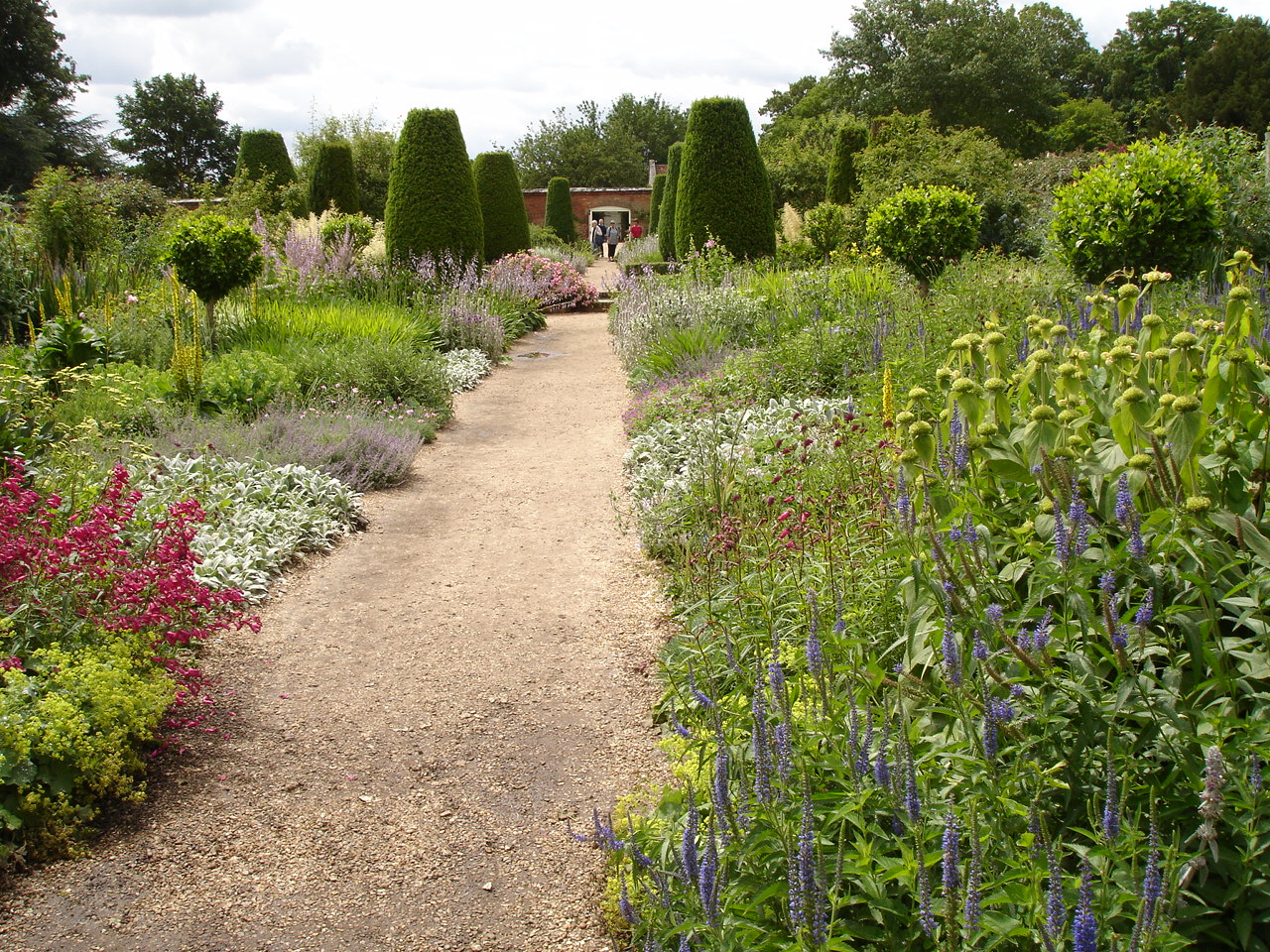
den kända trädgården

Mottisfont Abbey är ett historiskt kloster beläget nära byn Mottisfont, nordväst om Romsey i Hampshire, södra England. Ursprungliga byggnaden var en klosteranläggning för munkar ur augustinorden grundad 1201 av William Briwere. Klostret upplöstes av Henrik VIII under reformationen år 1539. Mottisfont Abbey är numera mest känd för sina trädgårdar och för sin nationalsamling av antika rosor.